# Мних
Мних (на полски: Dąb Mnich) е сред най-старите дъбове в Полша. Защитен е като природна забележителност. Расте край село Мнихов, Швентокшиско войводство.
Възрастта му се определя на 500–700 години. Обиколката на ствола е 700 сантиметра (на височина 1,3 m).
Огромното дърво е силно увредено от времето, като през последните години е занемарено. В околностите не съществуват никакви указателни табели, сочещи към местоположението му.